# Hermann Kriege
Rudolf Hermann Kriege (* 25. Juli 1820 in Lienen; † 31. Dezember 1850 in Bloomingdale Asylum bei New York) war ein deutscher Burschenschafter, Journalist und Revolutionär der 1848/49 Revolution.

## Leben
Hermann Kriege war das dritte Kind des Kaufmanns Jakob Emmanuel Kriege (1785–1871) und seiner Frau Wilhelmine, geb. Strüker (1797–1822). Er besuchte die Volksschule in Lienen und ab 1. November 1833 die Lateinschule in Lengerich sowie die Gymnasien Bielefeld (Ostern 1836 bis Ostern 1837), Lingen (Ostern 1837 bis Ostern 1838) und ab 7. November 1838 in Minden. Ostern 1840 erhielt er das Reifezeugnis. Im Sommersemester 1840 begann Kriege in Bonn Medizin zu studieren. Ab Wintersemester 1840/41 war er vier Semester an der Leipziger Universität immatrikuliert. Hier wechselt Kriege von der Medizin zur Philosophie. In Leipzig lernte er Robert Blum, Theodor Fontane, Arnold Ruge und Ludwig Feuerbach kennen. Ab Wintersemester 1842/43 war Kriege an der Münchener Universität.
Während seines Studiums wurde Kriege 1840 gemeinsam mit dem seit Schulzeiten mit ihm befreundeten Karl Hermann Schauenburg Mitglied der Leipziger Burschenschaft Kochei, die zur Progress-Bewegung gehörte, war 1842 Gründer der Allgemeinheit/Burschenschaft Germania München und 1843 Mitglied des burschenschaftlichen Lesevereins in Berlin. Auf Grund seiner burschenschaftlichen Tätigkeiten wurde er im März 1843 verhaftet und im Sommer 1843 wurde ihm verboten, weiter zu studieren. Ab Oktober war er als Einjährig-Freiwilliger in einem preußischen Bataillon in Bielefeld. Hier lernte er die Sozialisten des Rhedaer Kreises Otto Lüning, Rudolf Rempel und Julius Meyer kennen, die Karl Marx und Friedrich Engels als „wahre Sozialisten“ beschrieben. Kriege schrieb für das Weser-Dampfboot (1844) und das Westphälische Dampfboot (1845–1848). Seine journalistische Tätigkeit in Verbindung mit anderen Aktivitäten führte im Frühsommer 1844 zur erneuten Verhaftung und er wurde im September 1844 zu einem halben Jahr Festungshaft verurteilt. Weitere Verfolgungsmaßnahmen zwangen ihn im Frühjahr 1845 zur Flucht nach Barmen, Brüssel und nach London. Hier beteiligte er sich an den Diskussionen im deutschen Arbeiterbildungsverein über Wilhelm Weitlings Theorien. Am 16. Mai 1845 heiratete Kriege seine Frau Mathilde.
Am 1. September 1845 war Kriege in New York und reorganisierte die dortige Gemeinde des Bundes der Gerechten, führte sie jedoch schnell in die Sozial-Reform-Assoziation über, die eine radikale Bodenreform forderte. Zur Unterstützung gab Kriege in New York den wöchentlich erscheinenden Volks-Tribun heraus. Seine dort vertretenen Positionen führten dazu, dass Marx und Engels ihr Zirkular gegen Kriege verfassten. Der Volks-Tribun ging schon nach einem Jahr ein, obwohl neben Kriege auch Wilhelm Weitling für diese Zeitung schrieb.
Kriege zog sich 1847 weitgehend aus der vorderen Front der Sozial-Reform-Assoziation zurück und wandte sich einem neuen Projekt zu: Er wollte den deutschen Arbeitern in den USA die amerikanischen Founding Fathers nahebringen: Die Väter unserer Republik. Diese Arbeit in Fortsetzungsheften gedieh von Sommer 1847 bis Anfang 1848 jedoch nicht über Biografien und Werkauszüge von Benjamin Franklin und Thomas Paine hinaus. Die Rezeption dieser Arbeit war durchweg positiv, da sie Krieges Verknüpfung von – nun gemäßigten – sozialistischen Ideen mit amerikanischen Freiheitsidealen darstellte.
Nach der Märzrevolution 1848 kehrte Kriege nach Deutschland zurück. Im Juni 1848 nahm er am ersten Kongress der demokratischen Vereine in Frankfurt teil und wurde in den 5-köpfigen Zentralausschuss gewählt, der seinen Sitz noch im Sommer nach Berlin verlegte. Im Oktober fand in Berlin der zweite demokratische Kongress statt und Kriege geriet in die Kritik der sogenannten „roten“ Republikaner, als er für ein Bündnis von fortschrittlichen Bürger und Arbeitern eintrat. Kriege meinte, dass das Proletariat zur selbsttätigen politischen Aktion noch nicht in der Lage sei. Der zweite demokratische Kongress wählte ihn zwar in den Zentralausschuss, aber Kriege war enttäuscht, auch durch die preußische Reaktion ab Oktober/November 1848. Er kehrte mit Frau und Tochter im Juni 1849 nach New York zurück. Im Herbst 1848 trat er eine Redakteursstelle bei der Illinois Staats-Zeitung in Chicago an. Schon ein halbes Jahr später brach eine Geisteskrankheit bei ihm aus. Kriege starb in einem Pflegeheim in Bloomingdale Asylum. Begraben wurde er am 2. Januar 1851 auf dem Green-Wood Cemetery in New York.

## Familie
- Ehefrau Mathilde geb. Sparre von Wangenheim (* 1820)
- Tochter Alma Kriege * 13. Dezember 1847

## Steckbrief
Alter 23 J.

Größe 5 Fuß 10 Zoll bayr. Maß

Haare braun

Stirn hoch

Augenbrauen blond

Nase lang, spitz

Mund proportioniert

Bart --

Gesicht u Kinn oval

Farbe gesund

Besondere Zeichen --

## Werke
- Die Väter unserer Republik in ihrem Leben und Wirken. Thomas Paine. Uhl, New York 1848; archive.org.
- Heinrich Schlüter, Alfred Wesselmann (Hrsg.): Hermann Kriege. Dokumentation einer Wandlung vom Burschenschafter und Revolutionär zum Demokraten. (1840–1850). Band II: Criminalakten & Presse. Der Andere Verlag, Osnabrück 2002, ISBN 3-936231-13-3.